# The Spaniard
The Spaniard is een Amerikaanse dramafilm uit 1925 onder regie van Raoul Walsh. Destijds werd de film in Nederland uitgebracht onder de titel De afgod van Sevilla.

## Verhaal
De Spaanse stierenvechter Barrego wordt in Groot-Brittannië verliefd op Dolores Annesley. Als ze weigert in te gaan op zijn avances, keert Barrego terug naar Spanje. Dolores reist naar Sevilla en ziet hem daar aan het werk in de arena. Wanneer Dolores later tijdens een storm in de bergen moet schuilen in het kasteel van Barrego, houdt hij haar daar vast tegen haar wil. Na twee ontsnappingspogingen geeft Dolores uiteindelijk toe dat ze houdt van de stierenvechter.

## Rolverdeling
| Acteur            | Personage            |
| ----------------- | -------------------- |
| Ricardo Cortez    | Don Pedro de Barrego |
| Jetta Goudal      | Dolores Annesley     |
| Noah Beery        | Gómez                |
| Mathilde Brundage | Señora de la Carta   |
| Renzo De Gardi    | Graaf de Albaveque   |
| Emily Fitzroy     | María                |
| Bernard Siegel    | Manuel               |
| Florence Regnart  | Consuelo             |